# Rescat a l'Àfrica. Una pel·lícula d'ous
Rescat a l'Àfrica. Una pel·lícula d'ous (títol original en castellà, Un rescate de huevitos; anteriorment anomenada Huevitos en fuga)  una pel·lícula d'animació mexicana, produïda per Producciones Huevocartoon. S'ha doblat i subtitulat al català.
L'elenc de veus originals torna a repetir els seus respectius papers, així com noves incorporacions que inclouen a Miguel Rodarte, Jesús Ochoa, Mauricio Barrientos, Mara Escalante i el duo còmic Freddy i Germán Ortega.
És la quarta pel·lícula de la franquícia d'Ous, així com el segon lliurament de CGI després d'Un gallo con muchos huevos, va ser estrenat el dia 12 d'agost de l'any 2021. Sent estrenada mundialment en Amazon Prime Video el novembre de 2021, on Videocine i Televisa mantindrà una estrena en cinemes.

## Argument
Toto i Di ara viuen una nova vida en el graner amb els seus dos fills sense experiència, molt entremaliats, però adorables. No obstant això, aquests són capturats per una cuinera d'ous quan els porten al Congo per un esdeveniment de menjar, al que Toto i els seus amics s'embarquen en una nova missió de rescat per a salvar als ouets.

## Repartiment
- Bruno Bichir com Toto.[4]
- Maite Perroni com Di.[4]
- Carlos Espejel com Willy.[4]
- Angélica Vale com Bibi.[4]
- Miguel Rodarte[4]
- Jesús Ochoa com el lleó.[4]
- Mauricio Barrientos com l'Ou de l'àguila reial.[4]
- Mayra Rojas com Duquesa.
- Ariel Miramontes com Master Chef
- Freddy Ortega com Chango Bananero.[4]
- Germán Ortega com Chango Petacón.[4]
- Claudio Herrera com Toporocho.
- Aarón Torres com Alejandro.
- María Alicia Delgado com àvia.[5]

## Llançament
La pel·lícula anava a ser llançada per a agost del 2020 però va ser interromput el llançament per problemes del COVID-19 a Mèxic, la qual va ser impossible per a tots els cinemes que, per seguretat, estarien tancats, s'anava a llançar el 4 de març de 2021 en Mèxic, però va ser allargat per al 12 d'agost de 2021, i que més tard s'estrenaria el dia 27 d'aquest mateix mes als Estats Units.